# Enmansblommor
Enmansblommor (Lopezia) är ett släkte av dunörtsväxter. Enmansblommor ingår i familjen dunörtsväxter.

## Dottertaxa till Enmansblommor, i alfabetisk ordning[1]
- Lopezia albiflora
- Lopezia ciliatula
- Lopezia concinna
- Lopezia conjugens
- Lopezia cordata
- Lopezia elegans
- Lopezia galeottii
- Lopezia gentryi
- Lopezia glandulosa
- Lopezia globosa
- Lopezia grandiflora
- Lopezia haematodes
- Lopezia insignis
- Lopezia integrifolia
- Lopezia laciniata
- Lopezia langmanniae
- Lopezia longiflora
- Lopezia lopezioides
- Lopezia miniata
- Lopezia minima
- Lopezia nuevo-leonis
- Lopezia oaxacana
- Lopezia oppositifolia
- Lopezia ovata
- Lopezia pauciflora
- Lopezia pubescens
- Lopezia pumila
- Lopezia racemosa
- Lopezia riesenbachia
- Lopezia semeiandra
- Lopezia sinaloensis
- Lopezia smithii
- Lopezia stricta
- Lopezia suffrutescens
- Lopezia tepicana
- Lopezia trichota
- Lopezia violacea